# Sandro Chia
Sandro Chia, né le 20 avril 1946 à Florence (Toscane, Italie), est un peintre et graveur italien contemporain et l'un des protagonistes importants du mouvement Trans-avant-garde.

## Biographie
Après avoir étudié à l'Institut des Arts, Sandro Chia s'inscrit à l'Académie des Arts de Florence, obtenant son diplôme en 1969.
Il voyage en Inde, en Turquie et dans l'ensemble de l'Europe avant de s'établir à Rome en 1970. Il continue à travailler dans le domaine conceptuel, faisant beaucoup d'expositions à Rome et en Europe dans les années 1970.
Après avoir obtenu une bourse de la ville de Mönchengladbach en Allemagne, il va y travailler de septembre 1980 à août 1981, date à laquelle il s'installe à New York.
En 1985, il participe à la Biennale de Paris. Aujourd'hui, ses activités se partagent entre New York, Montalcino et Rome.

## Style
Sandro Chia aime représenter l'homme sous ses aspects les plus charnels. La figure du héros parcourt toute son œuvre. Inspiré par l'art classique italien, il accentue la robustesse de ces modèles pour rendre toute son importance à la figure humaine jamais impliquée dans un contexte défini. Sa maîtrise de différentes techniques comme la pointe sèche, l'eau-forte, la lithographie et l'aquatinte lui offre une grande variété dans le rendu des expressions.
L'œuvre Le Couple aux raisins (1990) est associée à la campagne de publicité pour le vin Château Lynch-Bages.